# Gukurahundi
L'espressione Gukurahundi designa la repressione militare attuata dalla Zimbabwe National Army in un periodo compreso tra il 1980 ed il 1988 nella regione del Matabeleland. 

## Storia
Si ritiene che l'operazione, organizzata con l'intento di tacitare gli oppositori di Robert Mugabe e dello ZANU-PF, abbia causato tra i 10.000 ai 30.000 morti, in stragrande maggioranza civili e non oppositori politici. Il massacro, che ha interessato prevalentemente civili di etnia Ndebele, è stato definito da diversi studiosi un genocidio, con conseguenti richieste di accertamento delle responsabilità.